# Under the Surface
| Đánh giá chuyên môn | Đánh giá chuyên môn |
| Nguồn đánh giá      | Nguồn đánh giá      |
| Nguồn               | Đánh giá            |
| ------------------- | ------------------- |
| AllMusic            | [ 1 ]               |
| Stylus Magazine     | (A-)                |
| Aftenposten         | [ 3 ]               |
| Dagsavisen          | [ 4 ]               |

Under the Surface là album đầu tay của nữ ca sĩ kiêm sáng tác người Na Uy Marit Larsen, phát hành vào tháng 3 năm 2006. Tất cả ca khúc trong album đều được Marit tự viết độc lập, ngoại trừ ba ca khúc "To an End", "Don't Save Me" và "The Sinking Game". Album đã đạt chứng nhận album vàng ở Na Uy sau khi bán được trên 20.000 bản trong vòng chưa đến 3 tuần. Trong tuần đầu tiên phát hành, album đạt vị trí số 3 trên bảng xếp hạng doanh số ở Na Uy.

## Danh sách bài hát
| STT | Nhan đề              | Sáng tác                           | Thời lượng |
| --- | -------------------- | ---------------------------------- | ---------- |
| 1.  | "In Came the Light"  | Marit Larsen                       | 1:12       |
| 2.  | "Under the Surface"  | Larsen                             | 4:12       |
| 3.  | "Don't Save Me"      | Larsen, Peter Zizzo                | 3:49       |
| 4.  | "Only a Fool"        | Larsen                             | 4:07       |
| 5.  | "Solid Ground"       | Larsen                             | 3:27       |
| 6.  | "This Time Tomorrow" | Larsen                             | 3:21       |
| 7.  | "Recent Illusion"    | Larsen                             | 2:06       |
| 8.  | "The Sinking Game"   | Larsen, Kåre Christoffer Vestrheim | 3:53       |
| 9.  | "To an End"          | Larsen, Egil Clausen               | 3:43       |
| 10. | "Come Closer"        | Larsen                             | 4:08       |
| 11. | "Poison Passion"     | Larsen                             | 3:01       |

## Các đĩa đơn
| Năm  | Tên đĩa đơn         | VG-lista Topp 20 | Radio 102: Topp 40 |
| ---- | ------------------- | ---------------- | ------------------ |
| 2006 | "Don't Save Me"     | 1                | 1                  |
| 2006 | "Under the Surface" | 6                | 1                  |
| 2006 | "Only a Fool"       | 14               | 3                  |
| 2007 | "Solid Ground"      | -                | 1                  |

## Danh sách sản xuất kĩ thuật
- Stian Andersen - Nhiếp ảnh
- Erland Dahlen - Gõ, Trống
- Silje Haugan - Vĩ cầm
- Lars Horntveth - Chỉ đạo, Thu âm
- Martin Horntveth - Gõ, Trống, Vỗ tay
- Vegard Johnsen - Vĩ cầm
- Frode Larsen - Vĩ cầm
- Marit Larsen - Nhà sản xuất, Ghi-ta, Harmonica, Mandolin, Gõ, Dương cầm, Cải biên, Đàn chuông, Ghi-ta điện, Hát, Vỗ tay, Thiết kế bìa, Tambor, Ghi-ta (Nylon String)
- Odd Nordstoga - Ghi-ta (thường), đàn xếp
- Kåre Vestrheim - Nhà sản xuất

## Xếp hạng
| Bảng xếp hạng (2006)   | Vị trí cao nhất |
| ---------------------- | --------------- |
| Album Na Uy (VG-lista) | 3               |

## Chứng nhận
| Quốc gia | Chứng nhận  | Doanh số |
| -------- | ----------- | -------- |
| Na Uy    | 2× Bạch kim | 80.000   |